# Cupa Mondială de Rugby din 2023 Grupa C
Grupa C de la Cupa Mondială de Rugby din 2023 a fost o grupă preliminară din cadrul Cupei Mondiale de Rugby din 2023 ale cărei meciuri au început pe 9 septembrie 2023. Din cadrul grupei au făcut parte echipele naționale din Australia, Fiji, Georgia, Portugalia și Țara Galilor.

## Clasament
Primele două clasate s-au calificat pentru sferturile de finală ale competiției și pentru Cupa Mondială de Rugby din 2027, iar echipa de pe locul al treilea s-a calificat pentru Cupa Mondială de Rugby din 2027.
| Loc | Echipa       | J | C | E | Î | EM | PP  | PÎ  | +/− | PB | Pt |
| --- | ------------ | - | - | - | - | -- | --- | --- | --- | -- | -- |
| 1   | Țara Galilor | 4 | 4 | 0 | 0 | 17 | 143 | 59  | +84 | 3  | 19 |
| 2   | Fiji         | 4 | 2 | 0 | 2 | 9  | 88  | 83  | +5  | 2  | 11 |
| 3   | Australia    | 4 | 2 | 0 | 2 | 11 | 90  | 91  | -1  | 3  | 11 |
| 4   | Portugalia   | 4 | 1 | 1 | 2 | 5  | 64  | 103 | -39 | 0  | 6  |
| 5   | Georgia      | 4 | 0 | 1 | 3 | 7  | 64  | 113 | -49 | 1  | 3  |

## Meciuri

### Australia vs Georgia
| 9 septembrie 2023 |

| Australia | 35–15  | Georgia                                                                                  |
| --- | ------ | ---------------------------------------------------------------------------------------- |
| Eseu: Petaia 2' m Nawaqanitawase 9' c Donaldson (2) 56' c, 69' c Tr: Donaldson (3/4) 7', 57', 70' Pen: Donaldson (3/3) 14', 21', 31' | Raport | Eseu: Ivanishvili 47' m Gigashvili 80' c Tr: Abzhandadze (1/1) 80' Pen: Matkava (1/1) 6' |

| Stade de France, Saint-Denis Spectatori: 75,770 Arbitru: Luke Pearce (Anglia) |

### Țara Galilor vs Fiji
| 10 septembrie 2023 |

| Țara Galilor | 32–26  | Fiji |
| --- | ------ | --- |
| Eseu: Adams 7' m North 29' c Rees-Zammit 48' c Dee 66' c Tr: Biggar (3/4) 30', 49', 67' Pen: Biggar (2/3) 3', 24' | Raport | Eseu: Nayacalevu 14' c Tagitagivalu 17' c Tuisova 73' c Doge 78' m Tr: Lomani (2/2) 15', 18' Tela (1/2) 73' |

| Stade de Bordeaux, Bordeaux Spectatori: 41.274 Arbitru: Matthew Carley (Anglia) |

### Țara Galilor vs Portugalia
| 16 septembrie 2023 |

| Țara Galilor | 28–8   | Portugalia                                 |
| --- | ------ | ------------------------------------------ |
| Eseu: Rees-Zammit 9' c Lake 43' c Morgan 56' c Faletau 83' c Tr: Halfpenny (3/3) 10', 44', 57' Costelow (1/1) 83' | Raport | Eseu: Martins 63' m Pen: Marques (1/3) 37' |

| Stade de Nice, Nice Spectatori: 28.700 Arbitru: Karl Dickson (Anglia) |

### Australia vs Fiji
| 17 septembrie 2023 |

| Australia                                                                                 | 18–22  | Fiji                                                                                               |
| ----------------------------------------------------------------------------------------- | ------ | -------------------------------------------------------------------------------------------------- |
| Eseu: Nawaqanitawase 23' m Vunivalu 68' c Tr: Donaldson (1/2) 70' Pen: Donaldson (1/1) 3' | Report | Eseu: Tuisova 43' c Tr: Kuruvoli (1/1) 44' Pen: Kuruvoli (4/4) 12', 21', 27', 33' Lomani (1/3) 66' |

| Stade Geoffroy-Guichard, Saint-Étienne Spectatori: 41.294 Arbitru: Andrew Brace (Irlanda) |

### Georgia vs Portugalia
| 23 septembrie 2023 |

| Georgia                                                                                         | 18–18  | Portugalia                                                                      |
| ----------------------------------------------------------------------------------------------- | ------ | ------------------------------------------------------------------------------- |
| Eseu: Tabutsadze 2' c Zamtaradze 78' m Tr: Abzhandadze (1/1) 3' Pen: Abzhandadze (2/2) 16', 32' | Report | Eseu: Storti (2) 34' m, 57' c Tr: Marques (1/2) 58' Pen: Marques (2/2) 48', 53' |

| Stadium de Toulouse, Toulouse Spectatori: 31.889 Arbitru: Paul Williams (Noua Zeelandă) |

### Țara Galilor vs Australia
| 24 septembrie 2023 |

| Țara Galilor | 40–6   | Australia                    |
| --- | ------ | ---------------------------- |
| Eseu: Davies 3' c Tompkins 48' c Morgan 78' m Tr: Biggar (1/1) 4' Anscombe (1/2) 49' Pen: Anscombe (6/7) 21', 29', 39', 43', 52', 60' Drop: Anscombe (1/1) 70' | Report | Pen: Donaldson (2/2) 9', 14' |

| Parc Olympique Lyonnais, Lyon Spectatori: 55.296 Arbitru: Wayne Barnes (Anglia) |

### Fiji vs Georgia
| 30 septembrie 2023 |

| Fiji                                                                                | 17–12  | Georgia                                               |
| ----------------------------------------------------------------------------------- | ------ | ----------------------------------------------------- |
| Eseu: Nayacalevu 51' c Habosi 68' c Tr: Lomani (2/2) 52', 69' Pen: Lomani (1/2) 65' | Raport | Pen: Matkava (2/2) 5', 80' Niniashvili (2/2) 19', 31' |

| Stade de Bordeaux, Bordeaux Spectatori: 39.862 Arbitru: Karl Dickson (Anglia) |

### Australia vs Portugalia
| 1 octombrie 2023 |

| Australia | 34–14  | Portugalia                                                      |
| --- | ------ | --------------------------------------------------------------- |
| Eseu: Arnold 19' c Porecki 22' c Bell 26' c McReight 47' m Koroibete 74' m Tr: Donaldson (3/5) 20', 24', 27' Pen: Donaldson (1/2) 4' | Raport | Eseu: Bettencourt 13' c Simões 70' c Tr: Marques (2/2) 14', 71' |

| Stade Geoffroy-Guichard, Saint-Étienne Spectatori: 41.342 Arbitru: Nika Amashukeli (Georgia) |

### Țara Galilor vs Georgia
| 7 octombrie 2023 |

| Țara Galilor | 43–19  | Georgia                                                                            |
| --- | ------ | ---------------------------------------------------------------------------------- |
| Eseu: Francis 16' c L. Williams 23' c Rees-Zammit (3) 43' c, 67' c, 74' m North 80' c Tr: Costelow (5/6) 17', 24', 44', 69', 80+1' Pen: Costelow (1/2) 27' | Raport | Eseu: Sharikadze 35' c Karkadze 59' c Niniashvili 62' m Tr: Matkava (2/3) 36', 60' |

| Stade de la Beaujoire, Nantes Arbitru: Mathieu Raynal (Franța) |

### Fiji vs Portugalia
| 8 octombrie 2023 |

| Fiji                                                                                   | 23–24  | Portugalia                                                                                            |
| -------------------------------------------------------------------------------------- | ------ | --- |
| Eseu: Botia 48' c Doge 68' c Tr: Lomani (2/2) 49', 69' Pen: Lomani (3/3) 10', 74', 76' | Raport | Eseu: Storti 45' c Fernandes 51' c Marta 78' c Tr: Marques (3/3) 47', 53', 79' Pen: Marques (1/1) 38' |

| Stadium de Toulouse, Toulouse Spectatori: 32.223 Arbitru: Luke Pearce (Anglia) |